# Orval (Cher)
Orval is een gemeente in het Franse departement Cher (regio Centre-Val de Loire). De plaats maakt deel uit van het arrondissement Saint-Amand-Montrond. Orval telde op 1 januari 2022 1.637 inwoners.

## Geografie
De oppervlakte van Orval bedroeg op 1 januari 2022 7,65 vierkante kilometer; de bevolkingsdichtheid was toen 214 inwoners per km². De gemeente ligt aan de Cher. De autosnelweg A71 loopt door de gemeente.
De onderstaande kaart toont de ligging van Orval met de belangrijkste infrastructuur en aangrenzende gemeenten.

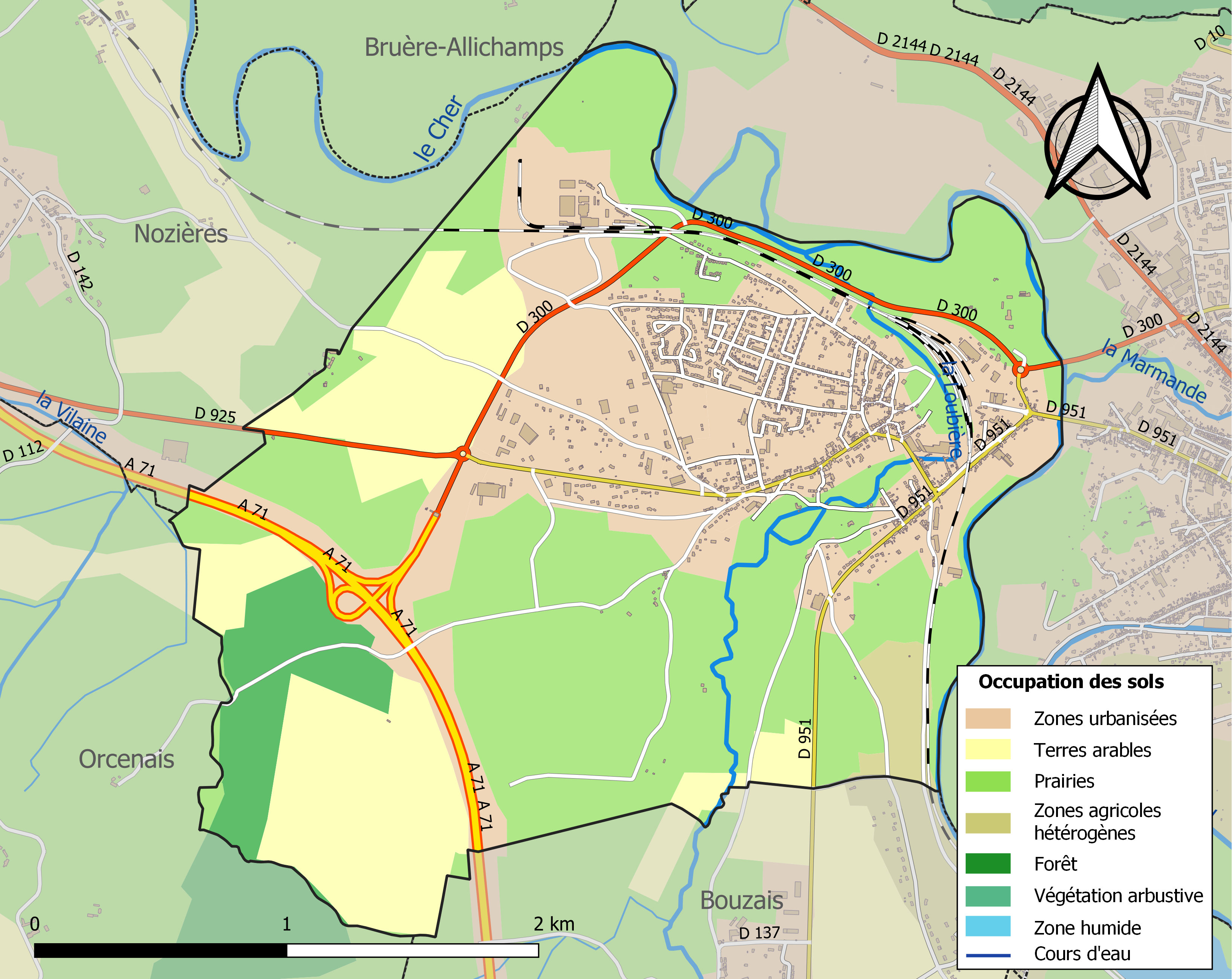

## Demografie
Onderstaande figuur toont het verloop van het inwonertal (bron: INSEE-tellingen).

## Geschiedenis
Toen de Engelsen tijdens de Honderdjarige Oorlog in 1412 Orval plunderden en afbrandden, vluchtte de bevolking naar de burcht van Montrond aan de overkant van de Cher. Zij vestigden zich aan de voet van deze sterke burcht.